# Пит-Городок
Пит-Городок — упразднённый посёлок в Северо-Енисейском районе Красноярского края России.
До 2001 года на уровне муниципального устройства и до 2005 года на уровне административно-территориального устройства входил в Брянковский сельсовет.

## История
В 1936 году Пит-Городка ещё не было на географических картах. Рядом с посёлком действовал рудник «Аяхта» и Кондуякская золотоизвлекательная фабрика, которые вошли в состав действующего с середины 1920х годов Питского золотопромышленного комбината. До конца 1950-х годов посёлок был центром комбината. В посёлке были механические мастерские с литейным цехом, продснаб, средняя школа с интернатом (до 1945 года), до 1946 года существовал Дом отдыха, в котором отдыхали и поправляли здоровье труженики района. В тридцатые годы в Пит-Городок привезли спецпереселенцев и ссыльных, которые стали работать на шахте и фабрике. На местном руднике Аяхта до войны существовала шахта и, соответственно, рабочий посёлок. Старательская артель «Вахтер» рудника Аяхта в 1941 году выполнила годовой план по добыче золота на 153,41 %.
С истощением золотой жилы Аяхтинского месторождения закрывается посёлок на Аяхте и постепенно угасает производственная активность Пит-Городка. Более полувека здесь выращивались для нужд района картофель, капуста, разводили кур, держали молочный скот, свиней, гусей, был аэродром. Пит-Городок просуществовал до 2023 года.

## Население
| 1989 | 2002 | 2010 | 2021 |
| ---- | ---- | ---- | ---- |
| 365  | ↘149 | ↘0   | →0   |